# Zischgeles
Die Zischgeles (oder auch Zischgelesspitze) ist ein 3004 m ü. A. hoher Berg in den Stubaier Alpen in Tirol.
Ausgehend von Praxmar (1687 m ü. A., wenige Kilometer südlich von Gries im Sellrain im Lüsenstal) gibt es zwei ungefähr gleichwertige Anstiegsvarianten:
- Nordöstlich durch das Tal des Marlerbachs und das Satteljoch über den Nordgrat
- Etwas weiter südlich über den Köllenzeiger und südlich des Oberstkogel (2767 m ü. A.) zum Ostgrat

Auf beiden Anstiegsrouten ist der Gipfel in einer unschwierigen Bergtour ohne Gletscherberührung erreichbar, nur im Gipfelbereich ist etwas Trittsicherheit notwendig. 
Im Winter ist die Zischgeles ein beliebter Schitourenberg.

## Weblinks

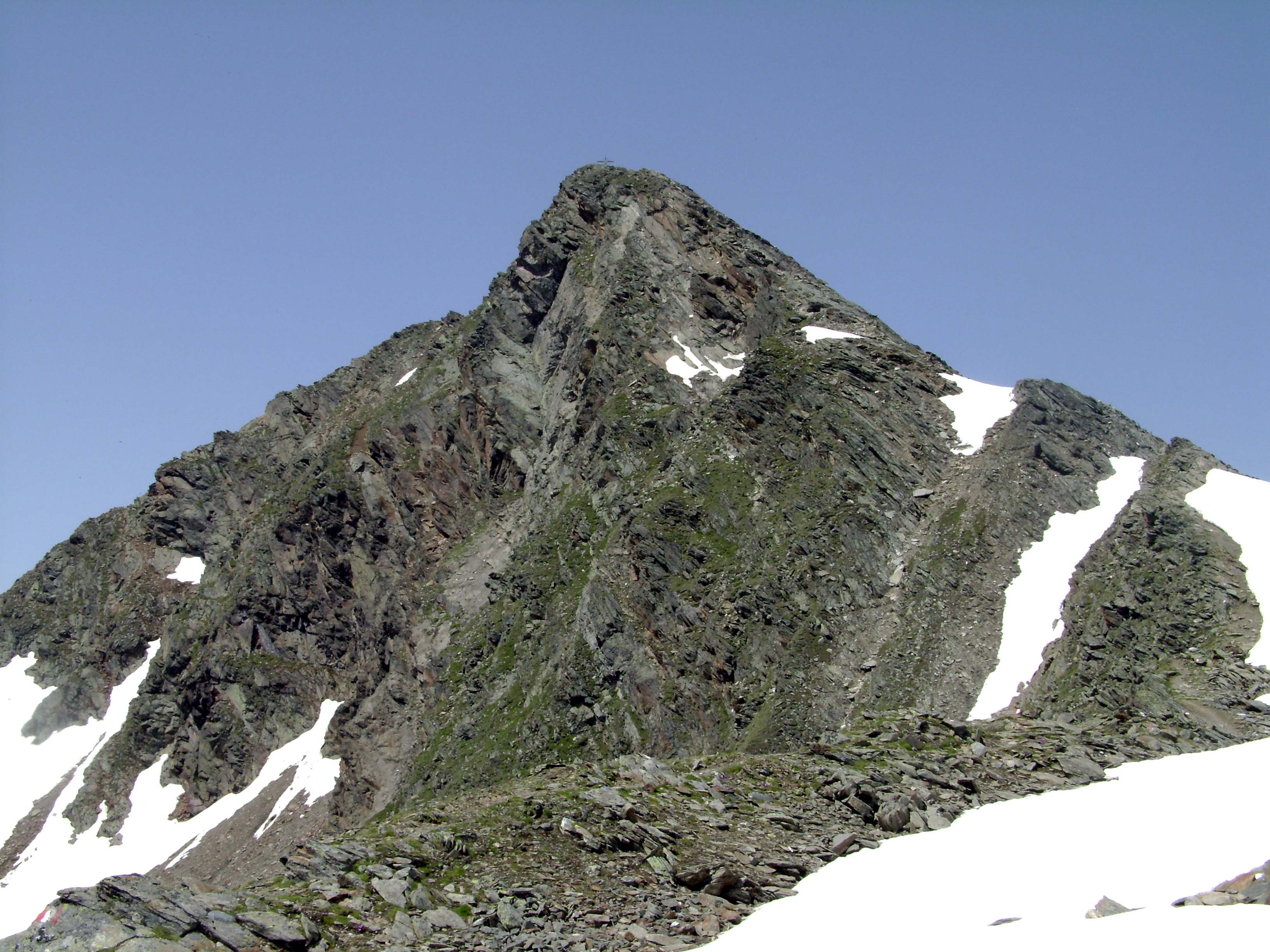
Der Gipfelaufbau des Zischgeles vom Ostgrat